# Леденцовая карамель
Леденцовая карамель, сокр. леденец — вид карамельных изделий, представляющих собой однородную стекловидную массу из застывшего сахаро-паточного сиропа.

## История
Сама идея конфеты на палочке столь проста, что это открытие, скорее всего, делалось множество раз. В России леденцу уже 500 лет[когда?]. Обычная форма русского леденца — это петушок, однако в 1489 году использовались формы рыбы, домика и ёлки, поскольку форма петуха была слишком сложна. В английском языке слово «lolly-pop» датируется 1784 годом, но употребляется чаще в отношении мягких, а не твёрдых конфет. Предположительно, слово произошло от «lolly» (язык) и «pop» (стук). Первое упоминание слова lolly-pop в современном контексте датируется 1920-ми годами.
Кондитеры Франции делали леденцы ещё в средневековье, чтобы знати было удобно лакомиться варёным сахаром.
В Японии изготовление леденцов началось в VIII веке.
Особенное распространение леденцы на палочке в форме «петушка», «белочки», «зайчика», «мишки», «звёздочки» получили в СССР. Их изготавливали в домашних условиях, используя специальные формы.

## Виды

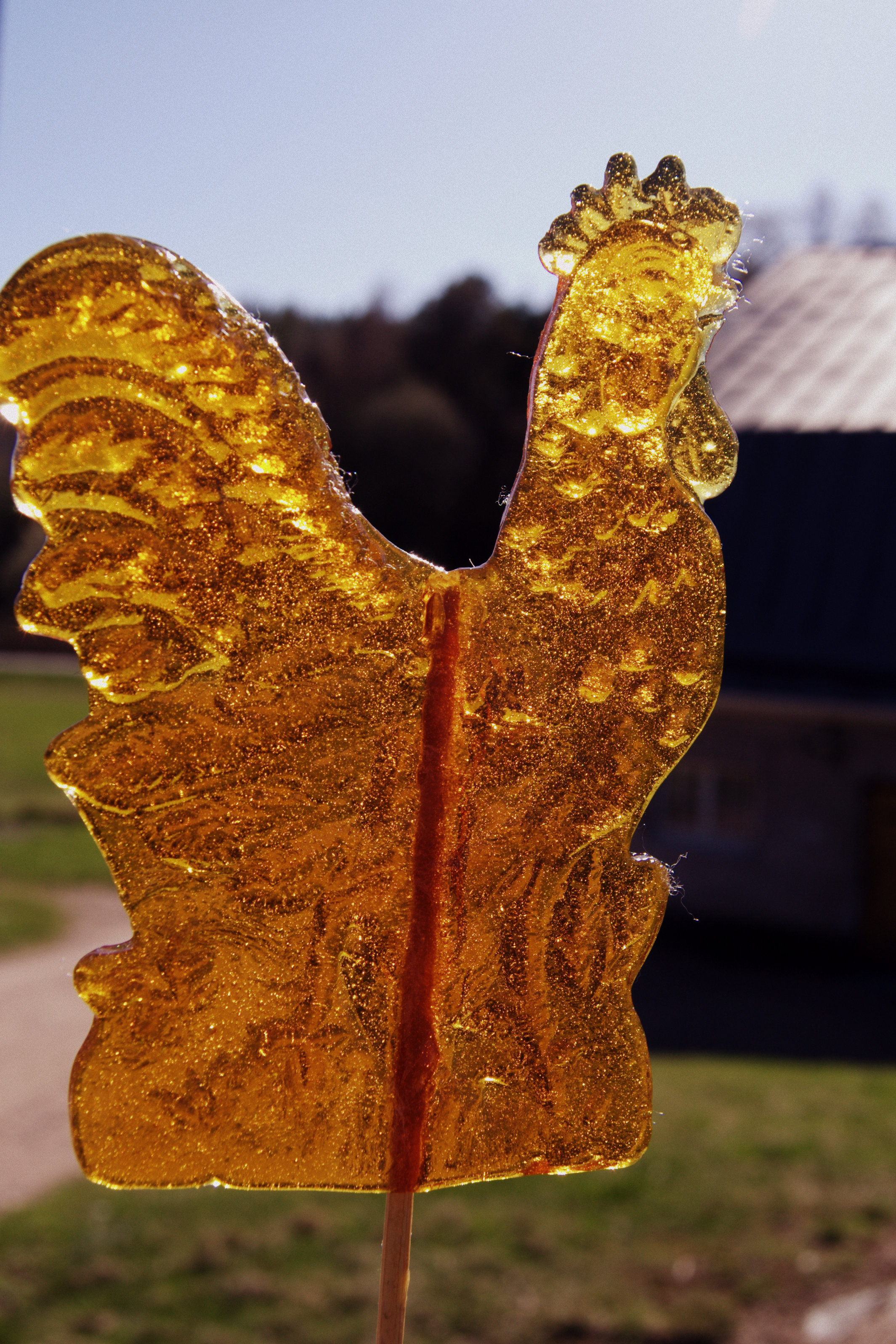
Петушок на палочке — леденец из жжёного сахара
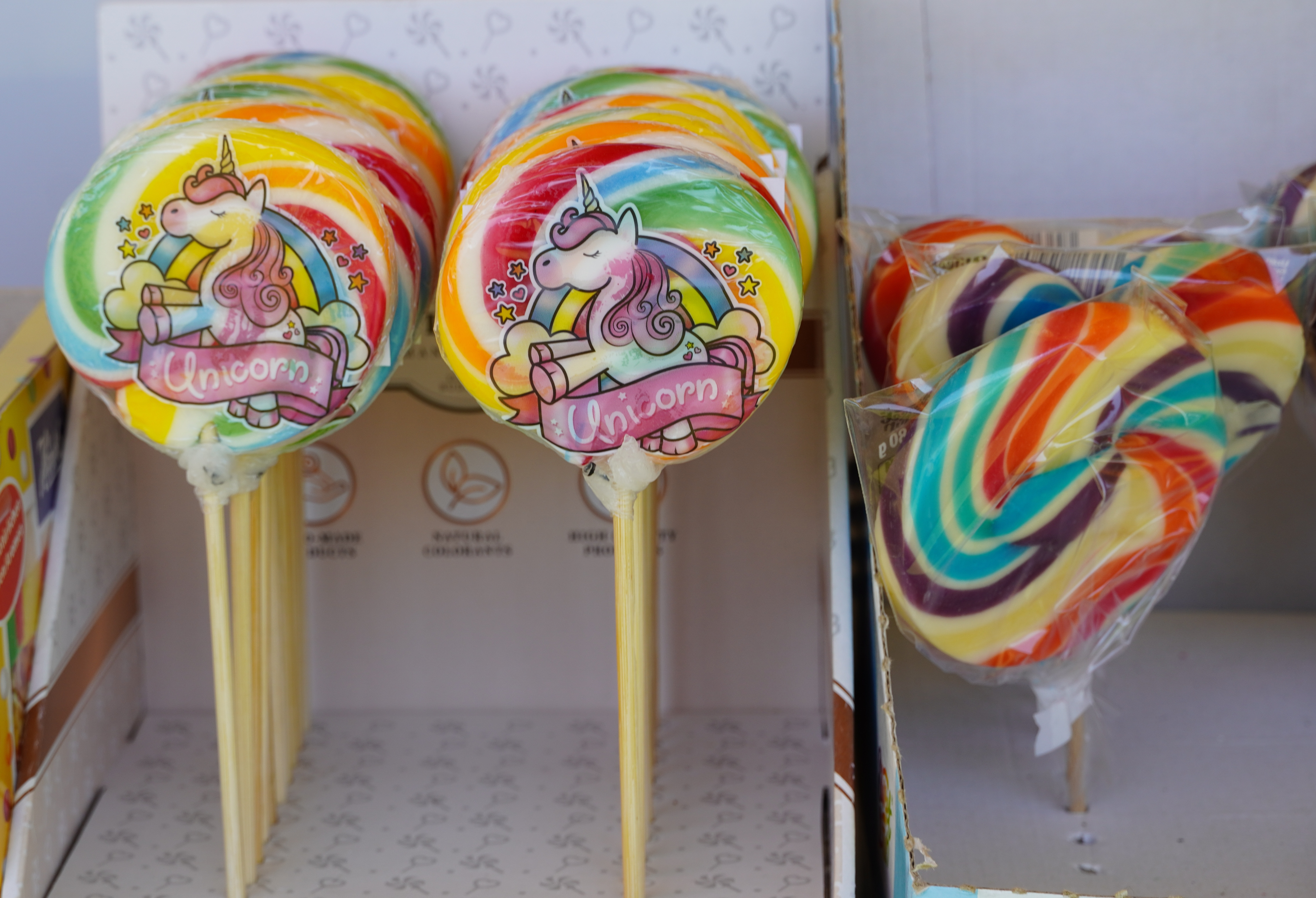
Разноцветные леденцы из тянутой карамельной массы

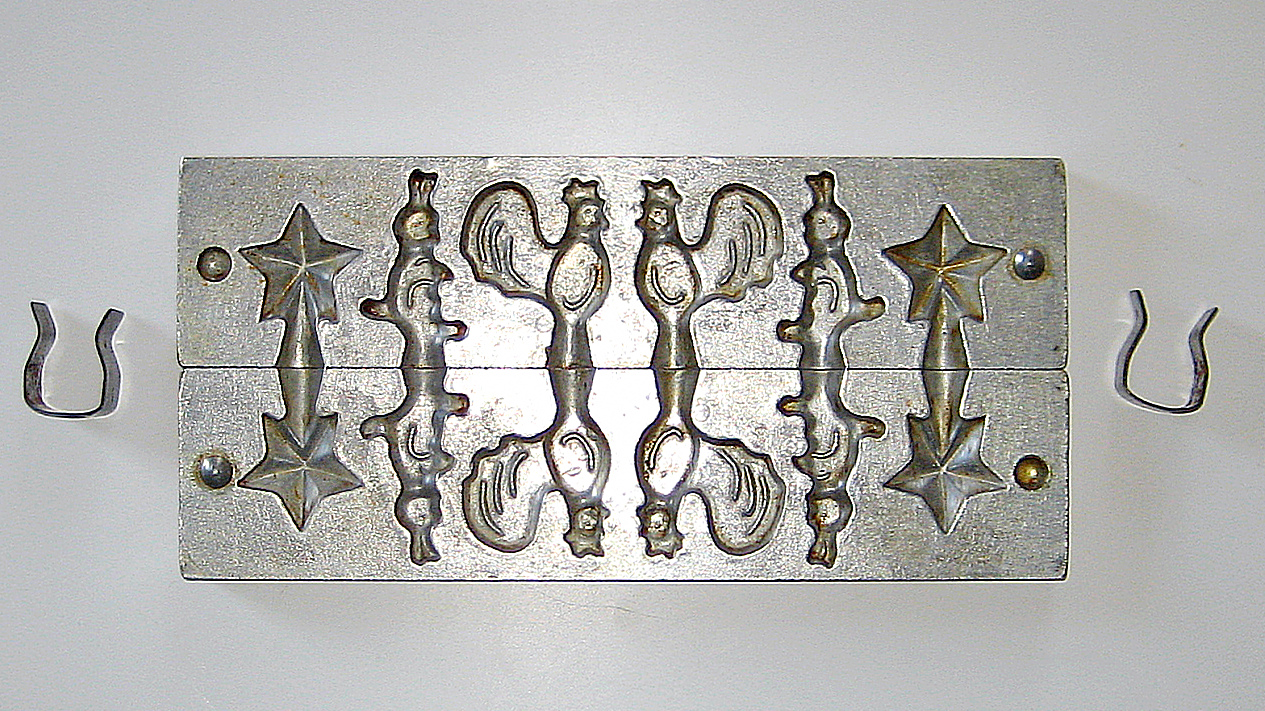
Форма для домашнего приготовления леденцов из жжёного сахара

- Леденцовая карамель в обёртке и без обёртки (сорта — парварда, компэйто, карамельная трость, баварская солодовая карамель, баббелер, бергамотовые леденцы из Нанси).
- Леденцы на палочке (сорта — Chupa Chups).
- Монпансье.

Как правило, у леденцов сладкий фруктовый вкус, однако, существуют разновидности и с солёным вкусом. Так, в Европе, особенно в Германии и Нидерландах, существуют также леденцы со вкусом лакрицы.
Леденцы используются как вспомогательное средство при волнении, приступах тошноты, закладывании ушей (при быстром перепаде давления в транспорте), отказе от курения. Специальные леденцы со вкусом ментола и эвкалипта применяются при простудных заболеваниях.